# Nuevo Progreso (Sapillica)
Nuevo Progreso es un caserío peruano ubicado en el distrito de Sapillica, perteneciente a la provincia de Ayabaca del departamento de Piura, al norte del Perú. 

## Ubicación
Nuevo Progreso se ubica al oeste de la provincia de Ayabaca, en el distrito de Sapillica, en el departamento de Piura.

## Demografía
En 2017 Nuevo Progreso tenía una población de 128 habitantes.